# Hauptbremszylinder

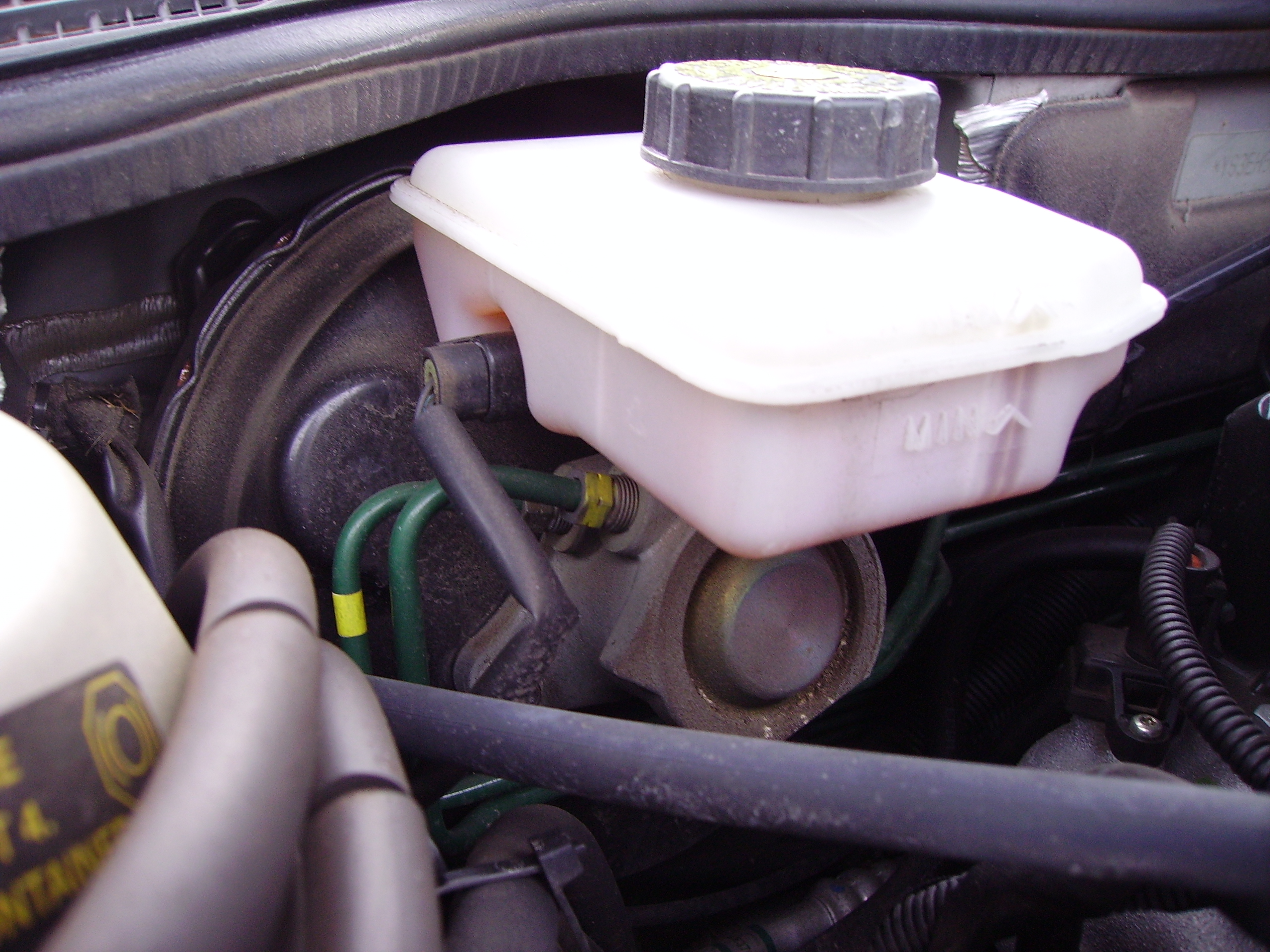
Hauptbremszylinder mit Ausgleichsbehälter (Pkw)

Als Hauptbremszylinder bezeichnet man in der hydraulischen Bremsanlage den druckerzeugenden Zylinder. Er wird zum Beispiel in Kraftfahrzeugen vom Bremspedal oder Bremshebel über eine Kolbenstange betätigt. In heutigen Pkw wird ein Tandemhauptbremszylinder verwendet, in dessen Gehäuse zwei Bremszylinder hintereinander angeordnet sind. Damit wird eine Zweikreisbremsanlage betätigt, so wie es vom Gesetzgeber gefordert ist. Der erste Hauptbremszylinder wurde 1920 von Malcolm Loughead entwickelt und patentiert.

## Aufbau

Schnittbild Hauptbremszylinder Pkw (Zweikreissystem)
Pushrod = Kolbenstange
Circuit 1 = Bremskreis 1
Circuit 2 = Bremskreis 2

Der Hauptbremszylinder besteht aus folgenden Bauteilen:

### Druckkolben
Der Druckkolben wird von der Kolbenstange im Zylinder bewegt. Auf ihm sind die Primär- und die Sekundärmanschette angebracht. Des Weiteren verfügt er hinter der Primärmanschette über Nachlaufbohrungen.

### Primärmanschette
Sie ist die druckaufbauende Manschette. Sie ermöglicht auch das Nachströmen von zusätzlicher Bremsflüssigkeit beim sogenannten Pumpen der Bremse.

### Sekundärmanschette
Es handelt sich meist um eine Topfmanschette, welche die Aufgabe hat, den Zylinder nach außen abzudichten.

### Nachfüllbehälter
Er stellt den Vorrat von Bremsflüssigkeit sicher. Er sitzt oben auf dem Zylinder. Die Behälterverschraubungen haben immer eine Belüftungsbohrung. Diese Bohrung muss immer offen sein. Um zu verhindern, dass Schmutz in das Bremssystem gelangt, ist diese Bohrung klein gehalten. Die sich auf der Behälterverschraubung absetzende Schmutzschicht ist bei der Inspektion oder beim Nachfüllen von Bremsflüssigkeit durch Reinigen mit Spiritus zu beseitigen.

### Ausgleichs- und Nachlaufbohrung
Sie stellen die Verbindung zwischen Nachfüllbehälter und Zylinderinnenraum her. Die kleinere Ausgleichsbohrung dient zum Ausgleich des Belagverschleißes, da erst Druck aufgebaut werden kann, wenn der Kolben bzw. die Primärmanschette die Ausgleichsbohrung umfahren hat. Ebenso gleicht sie temperaturbedingte Volumenschwankungen in den Bremsleitungen aus und sorgt für schnellen Abbau des Bremsdrucks. Die weitaus größere Nachlaufbohrung ermöglicht ein Nachlaufen der Bremsflüssigkeit beim sogenannten Pumpen und sorgt gleichzeitig dafür, dass kein Unterdruck im Zylinder entsteht.

### Füllscheibe
Die Füllscheibe sitzt zwischen Primärmanschette und Füllbohrungen im Druckkolben. Sie verhindert, dass die Manschette durch den Bremsdruck durch die Füllbohrungen gedrückt wird. Dies würde zum Ausfall der Bremse führen, da kein Druck mehr aufgebaut werden kann.

### Bodenventil
Das Bodenventil hatte früher die Aufgabe, einen geringen Restdruck (etwa 0,4–1,7 bar) in der Bremsleitung zu halten, um mechanische Spiele, insbesondere an der Trommelbremse, auszugleichen und Kavitation (Gasbildung durch raschen Druckabbau, was zu Korrosion führt) zu verhindern. Es war am Hauptbremszylinder angebracht und in Fahrzeugen mit Topfmanschetten am Radbremszylinder der Trommelbremse verbaut.
Heutzutage werden statt Bodenventilen Vordruckventile verwendet. Sie sind am Hauptbremszylinder im Bremskreis für die Trommelbremsen angeschraubt. Der Vordruck dient auch dazu, eine bessere Abdichtung der Manschetten im Radbremszylinder zu ermöglichen. Es gibt auch Trommelbremsen, die keinen Vordruck haben, dort übernehmen sogenannte „Lippenspreizer“ die Abdichtung.
Das Spezialbodenventil wird bei Scheibenbremsanlagen verbaut, damit sich der Bremsflüssigkeitsdruck bei einem Restvordruck von ca. 2 bar zeitverzögert abbaut, was Kavitation verhindert. Allerdings ist ein vollständiger Druckabbau durch die Drosselbohrung im Ventil möglich und auch sinnvoll, da der Bremsbelag sonst unnötig anliegen und zu hohem Verschleiß führen würde.

## Funktion

Funktionsweise Einkreisbremse

Schnittbild Hauptbremszylinder Motorrad (Einkreissystem)

Wird vom Fahrer das Bremspedal betätigt, überträgt der Stößel die Fußkraft auf den Druckkolben. Dieser wird in Richtung Bremsleitung verschoben. Die Primärmanschette überfährt dabei die Ausgleichsbohrung. Dadurch ist der Druckraum geschlossen, und es kann ein Bremsdruck erzeugt werden. Wird das Bremspedal gelöst, drückt der Bremsdruck – unterstützt von einer Feder – den Druckkolben in seine Ausgangsstellung zurück. Dabei klappt die Primärmanschette nach vorn und ermöglicht der Bremsflüssigkeit ein Nachlaufen über die Füllbohrungen des Druckkolbens. Wenn nun sofort wieder das Bremspedal betätigt wird (Pumpen der Bremse), ist eine größere Menge Flüssigkeit vorhanden, die verschoben werden kann. Es wird also ein höherer Bremsdruck erzeugt.
Beim Tandemhauptbremszylinder sind zwei einzelne Druckkolben hintereinander angebracht. Der Primärkolben wird dabei vom Stößel betätigt. Durch den von ihm erzeugten Druck wird der Sekundärkolben oder auch Schwimmkolben betätigt und erzeugt ebenfalls einen Druck im zweiten Bremskreis. Beim Ausfall einer der beiden Bremskreise ist immer noch der andere Bremskreis in Funktion, wobei sich der Ausfall eines Kreises durch einen verlängerten Pedalweg mechanisch bemerkbar macht.
Die Verwendung von Tandemhauptbremszylindern ermöglicht es auch, unterschiedliche Drücke in den beiden Bremskreisen zu erzeugen. Dies geschieht durch unterschiedliche Durchmesser der beiden Kolben. Diese Hauptbremszylinder werden dann gestufter oder Stufenhauptbremszylinder genannt.

## Besonderheit bei Fahrzeugen mit Antiblockiersystem
Fahrzeuge mit ABS haben besondere Anforderungen an den Hauptbremszylinder. Da bei einer ABS-Bremsung der Druck in der Bremsleitung stark schwanken kann, wird der Druckkolben ins Schwingen gebracht, was sich am Bremspedal durch starkes Pulsieren bemerkbar macht. Dies führt aber dazu, dass die Primärmanschette sehr häufig über die Ausgleichsbohrung bewegt wird. Bei den entstehenden Schwingungen ist diese einer stark erhöhten Belastung ausgesetzt und steht unter Gefahr, frühzeitig undicht zu werden. Deshalb ist bei Fahrzeugen mit ABS ein sogenanntes Zentralventil verbaut. Dieses ersetzt die Ausgleichsbohrung, Füllscheibe und Füllbohrungen vollständig. Dabei ist ein beweglicher Stift in der Mitte des Druckkolbens angebracht, der sich bei Betätigung des Kolbens schließt und erst durch Erreichen seiner Endlage über einen mechanischen Anschlag wieder aufgedrückt wird.